# Kurt Thomas
Kurt Vincent Thomas (nascut el 4 d'octubre de 1972 a Dallas, Texas) és un jugador estatunidenc professional de bàsquet que juga als New York Knicks de l'NBA. La seva posició és la d'aler pivot.